# ジョージ・プラット・ラインス
ジョージ・プラット・ラインス（George Platt Lynes, 1907年4月15日-1955年12月6日）は、1940年代を中心に活躍したアメリカの写真家。ジョージ・プラット・リンスと表記されることもある。英字でGeorge Platt-Lynes（ジョージ・プラット＝ラインス）と表記されて、ABC順では、「P」の位置に配されることもある。
ニュージャージー州生まれ。大学に備えるために1925年にパリに送られたが、そこでガートルード・スタイン、グレンウェイ・ウェスコットに出会い、その後の彼の運命を変えることとなる。1927年にアメリカに戻り、文学の道を志すようになり、ニュージャージーに本屋を開いた。写真家になるつもりはなかったが、友人達のポートレイトを撮影し、自分の本屋に飾っていた。
その後フランスに戻り、数年の間、カメラを片手にヨーロッパを旅行して回る。その間にジャン・コクトー等と親交を深めた。1932年、ニューヨークで展覧会を開き、自分のスタジオを構えるようになる。すぐにハーパース・バザーやヴォーグなどの雑誌から写真を依頼されるようになる。
1940年代になるとファッション写真への興味が薄れてゆき、ギリシャ神話を題材にした作品を制作してもいる。40年代半ばにニューヨークを離れてハリウッドに移り、ヴォーグ・スタジオのチーフ・フォトグラファーとしてキャサリン・ヘップバーン、ロザリンド・ラッセル、グロリア・スワンソン、オーソン・ウェルズなどのハリウッド・スターや、オルダス・ハクスリー、イーゴリ・ストラヴィンスキー、トーマス・マンなどの写真を手がける。
ファッション写真およびヌード写真を得意とし、特に、男性ヌードを配した室内作品が多い。室内における、物や人物の配置等により、シュルレアリスム的な感覚も表現されている。まとまった男性ヌード作品としては、かなり早い時期のものといえる。
日本の文献には、彼を大きく取り扱ったものはなく、また美術館における展覧会でとりあげられたことも皆無といってよい。